# Michael Elgin
Aaron Frobel (1987, Toronto, Ontário) é um lutador de wrestling profissional canadense, mais conhecido pelo nome no ringue Michael Elgin. Ele atualmente trabalha para a empresa Ring of Honor (ROH), onde se destaca como uma das principais revelações da empresa e por ter vencido recentemente o Ring Of Honor championship (o atual campeão); além disso, Elgin faz aparições esporádicas pela Pro Wrestling Guerrilla.
Elgin entrou para o wrestling em 2004 com 16 anos no circuito independente, e chegou a lutar em empresas como a Combat Zone Wrestling (CZW) e a Independent Wrestling Association Mid-South (IWA-MS), onde chegou a ser campeão de estilo forte em 2008. Em 2010, foi oficialmente efetivado pela ROH, onde desde então fez parte da stable House of Truth com Truth Martini e Roderick Strong, a qual foi desfeita em 2012. Sua principal conquista na ROH é o Survival of the Fittest 2011. Além disso, ele recebeu a classificação cinco estrelas de Dave Meltzer pela sua luta contra Davey Richards no ROH Showdown in the Sun 2012 Night 2.
Elgin venceu o titulo da Ring Of Honor na noite do Best In The World após aplicar seu famoso golpe Revolution Elgin Bomb e fazer o pin em Adam Cole o antigo campeão.

## No wrestling

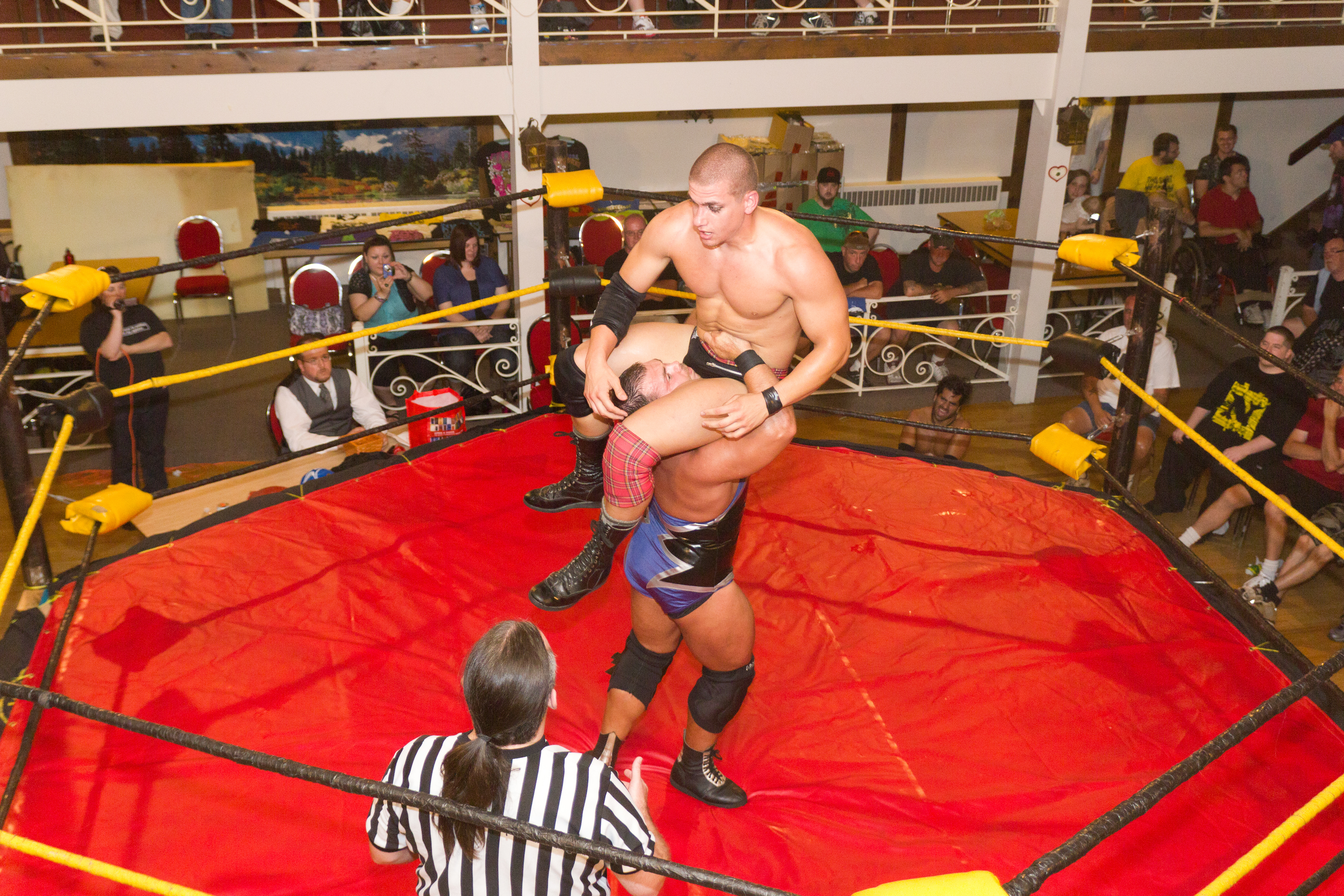
Elgin aplicando uma spinning powerbomb em "Psycho" Mike Rollins em julho de 2011.

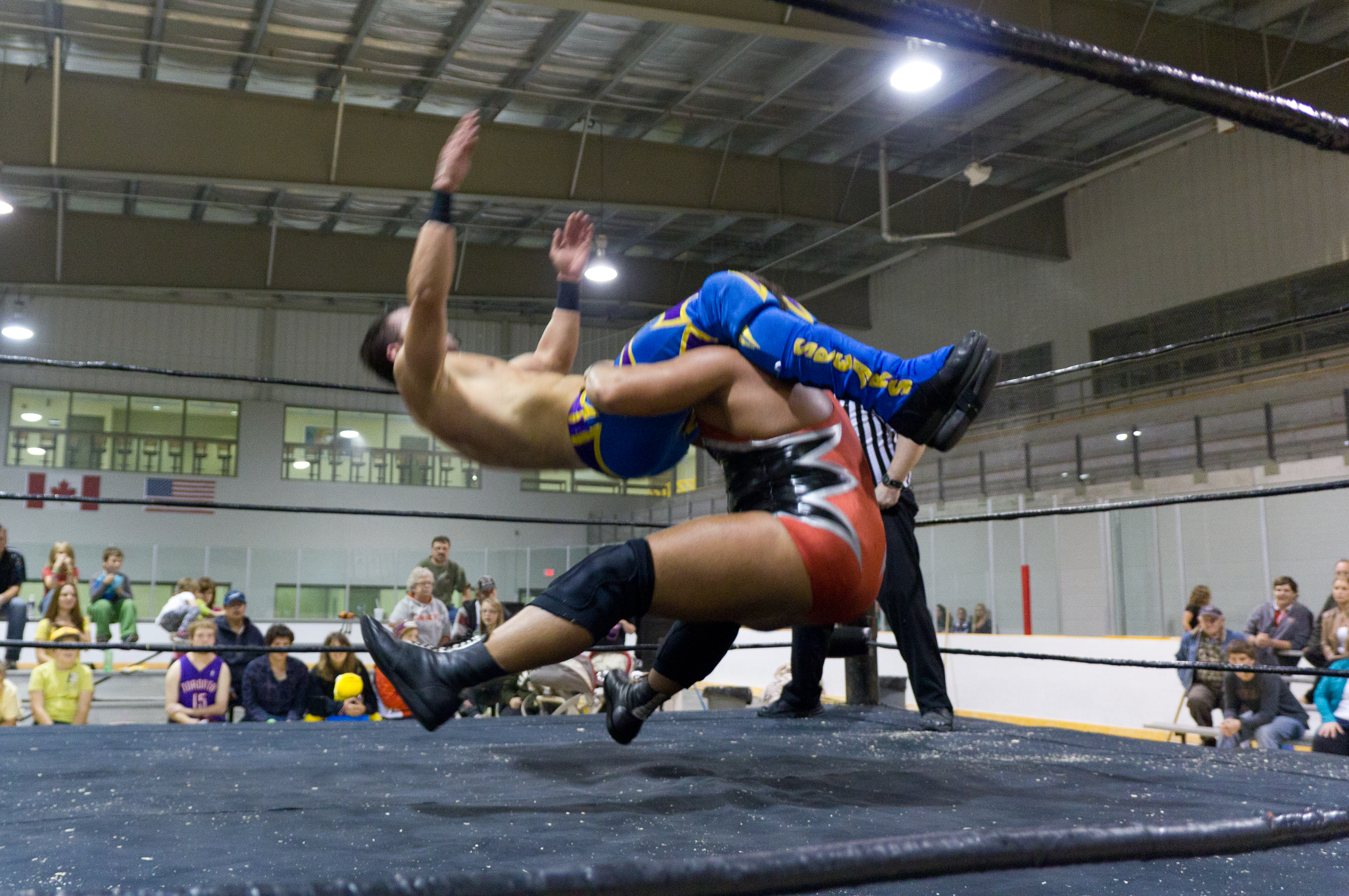
Elgin aplicando uma spinning powerbomb em Shawn Spears.

- Movimentos de finalização
  - Revolution Elgin Bomb[4] (Spinning powerbomb,[11][12] algumas vezes precedida por uma turnbuckle powerbomb)[4][13][12]

- Movimentos secundários
  - Argentine backbreaker rack[14]
  - Backfist[4]
  - Chaos Theory (Waist-lock backward roll transicionado em um bridging German suplex)[15]
  - Crossface[16]
  - Delayed vertical suplex[17]
  - Enzuigiri[18]
  - Fisherman suplex[19]
  - Knee strikes[20]
  - Lariat[5]
  - Side slam backbreaker[21]
  - Spear[22]
  - Superkick[23]
  - Suplex em um side slam[5]

- Managers
  - Truth Martini[6]

- Alcunhas
  - "The Canadian Crazy Horse"[1]
  - "Unbreakable"[3][6]

## Títulos e prêmios
- All American Wrestling
  - AAW Heavyweight Championship (1 vez)[24]
  - AAW Heritage Championship (1 vez)[25]

- Alpha-1 Wrestling
  - A1 Zero Gravity Championship (1 vez)[26]

- BSE Pro
  - BSE Tag Team Championship (1 vez) – com Ashley Sixx[27]

- Great Canadian Wrestling
  - GCW National Championship (2 vezes)[28]
  - GCW Tag Team Championship (2 vezes) – com Jake O'Reilly (1) e Havok / Derek Wylde (1)[29]

- Independent Wrestling Association Mid-South
  - IWA Mid-South Strong Style Championship (1 vez)[30]

- Pro Wrestling Illustrated
  - PWI o colocou em 54° dos 500 melhores lutadores individuais de 2012[31]

- Ring of Honor
  - Survival of the Fittest (2011)[32]

- Wrestling Observer Newsletter
  - 5 Star Match (2012) vs. Davey Richards em 31 de março[9]